# Eriovixia menglunensis
Eriovixia menglunensis är en spindelart som först beskrevs av Yin et al. 1990.  Eriovixia menglunensis ingår i släktet Eriovixia och familjen hjulspindlar. Inga underarter finns listade i Catalogue of Life.